# ND-1
Le ND-1 est un système d'arcade destiné aux salles d'arcade, créé par Namco en 1995.

## Description
Sortit en 1995 durant la même année que le System FL, le ND-1 ne connaîtra que deux jeux.
Il est construit autour d'un Motorola MC68000. Il utilise un sous-processeur Hitachi H8/3002 et une puce Namco custom C416. Pour la vidéo, le ND-1 utilise une puce Yamaha YGV608-F et LM1203N, et une puce MACH210-15. Le son est fourni par une puce Namco C352 custom,.
Ce système accueille seulement la réédition de jeux cultes de chez Namco et de l'histoire de l'arcade :
- Volume 1 : Galaga, Xevious, Mappy ;
- Volume 2 : Pac-Man, Rally-X, Dig-Dug.

Ils verront le jour sous forme de deux compilations dans lesquelles il est possible de jouer en version classique ou « remasterisée » de plusieurs monuments de l'arcade…

## Spécifications techniques

### Processeurs
- Processeur principal : Motorola MC68000 cadencé à 12,288 MHz
- Processeur secondaire : Namco C416 : Hitachi Hitachi H8/3002 cadencé à 16,384 MHz
- Puce supplémentaire : MACH210-15

### Affichage
- Puce graphique :
  - Yamaha YGV608-F
  - LM1203N
- Résolution : 244 × 288
- Palette de 256 couleurs

### Audio
- Processeur son : Namco Custom C352 custom IC cadencé à 16,384 MHz
- Capacité audio : Stéréo

## Liste des jeux
| Titre                          | Développeur | Éditeur | Système | Genre | Date |
| ------------------------------ | ----------- | ------- | ------- | ----- | ---- |
| Namco Classic Collection Vol.1 | Namco       | Namco   | ND-1    |       | 1995 |
| Namco Classic Collection Vol.2 | Namco       | Namco   | ND-1    |       | 1996 |